# Jens Frederik Nielsen
Jens Frederik Nielsen, né le 22 juin 1991, est un homme politique groenlandais, président du parti des Démocrates depuis 2021 et Premier ministre depuis 2025.

## Biographie

### Formation
Il est diplômé de sciences sociales de l'université du Groenland.

### Parcours politique
Il est ministre du Travail et des Ressources minérales dans le gouvernement Kielsen VII (en) du 29 mai 2020 à février 2021.
Le 8 février 2021, il est élu président des Démocrates.
Lors des élections législatives de 2025, Nielsen recueille 4 850 votes personnels, plus que le Premier ministre sortant, Múte Bourup Egede, qui en recueille 3 276, alors que son parti termine à la première place du scrutin. Le 27 mars, il annonce la conclusion d'un accord de coalition pour prendre la tête d'un gouvernement quadripartite avec Inuit Ataqatigiit, Siumut et Atassut. Il est investi Premier ministre le lendemain.

## Positions politiques
Nielsen s'oppose au projet de vente du Groenland aux États-Unis.